# 拉紹德封
拉紹德封（法語：La Chaux-de-Fonds，法語發音：[la ʃo də fɔ̃]）是位於瑞士西北部納沙泰爾州的一座城市，位於汝拉山區內，距法國邊境非常近。拉紹德封是瑞士法语区中的第三大城市。知名人物有路易斯·雪佛兰。

## 建筑
- 让纳雷-佩雷别墅
- 施瓦布别墅
- 法莱别墅

## 外部連結
- 官方網站 （页面存档备份，存于）